# Kościół św. Mateusza w Rudzie-Hucie
Kościół świętego Mateusza – polskokatolicki kościół parafialny należący do parafii pod tym samym wezwaniem (dekanat lubelsko-chełmski diecezji warszawskiej).
Jest to świątynia wzniesiona pod koniec XIX wieku jako zbór ewangelicko-augsburski, dzięki funduszom i udziałowi kolonistów niemieckich. W 1947 roku budowla została odkupiona od nich przez Kościół polskokatolicki. W latach 1995 – 1998 został wykonany gruntowny remont świątyni (sklepienie, posadzka, chór, stolarka).
Jest to budowla murowana, wzniesiona z cegły i częściowo otynkowana. Posiada plan wydłużonego prostokąta, z sakralną częścią wschodnią oraz częścią zachodnią przeznaczoną oryginalnie na kantorat (szkołę religijną dla dzieci kolonistów) i mieszkanie pastora. Elewacje są dość niskie, zwieńczone gzymsem kształtowanym w cegle, okna są prostokątne i zamknięte odcinkowo. We frontowej (od strony wschodniej) jest umieszczone wejście główne z otworem drzwiowym zakończonym ostrołukiem, po bokach znajdują się okna. Fasada jest zwieńczona wydatnym, trójkątnym szczytem (w zasadniczej części jest otynkowany i posiada ceglane obramienia) z wystającymi fragmentami jego płaszczyzny z lewej i prawej strony, zwieńczonymi półkoliście. Są one pewnego rodzaju przedłużeniem umieszczonych w szczycie okien (podobnych do tych na parterze). Środkowa część szczytu jest wypełniona kształtowanym w cegle krzyżem. Głównym elementem dekoracyjnym jest ornament z rokokowymi motywami rocaille, powtarzający się w fasadzie i płycinach umieszczonych nad oknami. Świątynia nakryta jest dachem dwuspadowym, pokrytym blachą. Nad jej częścią zachodnią znajdują się dwa kominy dymne.
Wnętrze kościoła zostało znacznie przebudowane. Beczkowate sklepienie jest podparte sześcioma kwadratowymi, drewnianymi słupami, chór (znajdujący się nad wejściem) czterema. Ambona została wykonana z drewna. W ołtarzu głównym znajduje się namalowany na płótnie obraz Chrystusa, w ołtarzu obok jest umieszczony obraz św. Magdaleny. W ołtarzach bocznych znajdują się figury Najświętszej Maryi Panny i św. Antoniego.